# 원거리 소행성체
원거리 소행성체(distant minor planet)란 목성 궤도 바깥에 위치한 소행성체이다. 주로 바위나 금속으로 된 소행성과는 달리 얼음이 많은 등 일반적으로 소행성(asteroid)으로 불리지 않는다. 센타우루스 천체, 해왕성 트로이군, 해왕성 바깥 천체 등이 있다.